# 拉莫灣
71°46′S 75°13′W / 71.767°S 75.217°W
拉莫灣（英語：Rameau Inlet）是南極洲的內灣，位於亞歷山大一世島西南部，處於佩謝半島和韋斯特布魯克角之間的貝多芬半島北部，以法國作曲家讓-菲利普·拉莫命名，現時由南極條約體系管理。